# Археомерикс
Археомерикс (лат. Archaeomeryx, от др.-греч. ἀρχαῖος μήρυξ — древнее жвачное) — вымерший род жвачных, живших на Азии в эпоху раннего эоцена. Предполагается, что археомерикс был близок к предкам современных жвачных, от которых его отличало наличие хорошо функционировавших острых передних зубов. Размеры его были совсем невелики, сопоставимы с таковыми маленькой собаки, такой как левретка, весил он чуть более килограмма. Он также очень сильно напоминал кролика и имел несколько отличительных черт. Обитало это существо на территории современного Китая примерно 48,6—37,2 миллиона лет назад. Всего было найдено две коллекции остатков этого существа, обе в одном месторождении, хранятся в Китае.
По прошествии времени археомерикс утратил свои передние зубы и в конечном счёте развился в современных оленевых.
Род описали У. Д. Мэтью и У. Грейнджер в 1925 году, которые отнесли его к семейству Hypertragulidae. В 1988 году Р. Л. Кэрролл классифицировал археомерикса в семействе Leptomerycidae. В классификации, выполненной И. А. Вислобоковой в 2001 году, археомерикс принадлежит к вымершему семейству Archaeomerycidae, типовым родом которого он является. Среди сестринских таксонов этого рода следует выделить следующие: Irrawadymeryx, Miomeryx, Notomeryx, Paukkaungmeryx и Xinjiangmeryx.

## Среда и образ жизни
О среде обитания данного животного существуют разные сведения: одна коллекция его остатков была найдена в пойме, другая — на обычной равнине. По своему образу жизни археомериксы, вероятно, напоминали современных оленьков. Они, возможно, паслись в подлеске, а в случае опасности стремительно убегали большими резкими скачками.

## Анатомия
Археомерикс имел тонкие четырёхпалые конечности, идеально приспособленные к бегу. Причём задние ноги были почти вдвое длиннее передних, позволяя этому зверю в случае необходимости совершать длинные прыжки. Сильная гибкая спина помогала отталкиваться при их выполнении, а довольно длинный хвост служил для сохранения равновесия. Коренные зубы археомерикса имели характерную для жвачных лунчатую форму жевательной поверхности и были приспособлены к перетиранию грубой растительности лучше, чем у каких бы то ни было других живших в то время копытных. Археомерикс обладал острыми клыками, которыми преимущественно помогал себе срывать траву и листья. Но при опасности он мог защищать ими и свою жизнь, болезненно кусая врага.